# Dolichowithius centralis
Dolichowithius centralis är en spindeldjursart som beskrevs av Beier 1953. Dolichowithius centralis ingår i släktet Dolichowithius och familjen Withiidae. Inga underarter finns listade i Catalogue of Life.